# (2272) Montezuma
(2272) Montezuma es un asteroide que forma parte del cinturón interior de asteroides y fue descubierto por Tom Gehrels el 16 de marzo de 1972 desde el observatorio del Monte Palomar, Estados Unidos.

## Designación y nombre
Montezuma recibió al principio la designación de 1972 FA.
Más adelante, en 1993, se nombró en honor del emperador azteca Moctezuma Xocoyotzin (1466-1520).

## Características orbitales
Montezuma orbita a una distancia media de 1,867 ua del Sol, pudiendo alejarse hasta 2,035 ua y acercarse hasta 1,699 ua. Tiene una excentricidad de 0,09 y una inclinación orbital de 24,33 grados. Emplea 931,5 días en completar una órbita alrededor del Sol.
Montezuma pertenece al grupo asteroidal de Hungaria.

## Características físicas
La magnitud absoluta de Montezuma es 13,94 y el periodo de rotación de 8,183 horas. Está asignado al tipo espectral S de la clasificación Tholen.